# ستيفان هويت
ستيفان هويت (بالفرنسية: Stephane Huet)‏ مواليد 25 أبريل 1971 في باريس، هو لاعب كرة مضرب فرنسي سابق بدأ مسيرته كمحترف سنة 1990 وكان يلعب باليد اليسرى. أعلى تصنيف له في الفردي كان المركز الـ 96 في سنة 2000. أعلى تصنيف له في الزوجي كان المركز الـ 292 في سنة 1996.

## النهائيات

### الفردي: (2)
| الرقم | السنة | الدورة         | الأرضية | المنافس في النهائي | النتيجة في النهائي |
| ----- | ----- | -------------- | ------- | ------------------ | ------------------ |
| 1.    | 1999  | بودابست، المجر | ترابية  | فيرنر إيشاوير      | 6–3, 7–5           |
| 2.    | 1999  | هونغ كونغ      | صلبة    | جويشي موتومرا      | 6–4, 4–6, 6–1      |

## روابط خارجية
- ستيفان هويت على موقع رابطة محترفي التنس (الإنجليزية)
- ستيفان هويت على موقع الاتحاد الدولي لكرة المضرب (الإنجليزية)
- ستيفان هويت على موقع خلاصة التنس.كوم (الإنجليزية)